# كيتورا
كيتورا (بالعبرية: קיבוץ קטורה) هو كيبوتس يقع في جنوب إسرائيل، شمال إيلات في وادي عربة، ويخضع لسلطة المجلس الإقليمي حيفل إيلوت. بلغ عدد سكانه من اليهود المحافظين والعلمانيين 509 نسمة عام 2022. كما يؤدي أعضاء حركة الشباب نوعام سنة خدمة في الكيبوتس قبل تجنيدهم في الجيش الإسرائيلي. يضم الكيبوتس حرم معهد وادي عربة للدراسات البيئية .

## تأسيس كيبوتس كيتورا
تقرر إنشاء كيبوتس كيتورا في النصف الأول من عام 1968، وتم تأكيد القرار مجددًا في أوائل عام 1970. خلال النصف الثاني من عام 1970، بدأ بناء المنازل الأولى في الكيبوتس، كما تم تجهيز 400 دونم للزراعة، وإنشاء محطة مياه لجلب المياه من كيبوتس جروفيت، وربطه بشبكة الكهرباء. في ديسمبر 1970، استقرت مجموعة من جنود ناحال (نواة الاستيطان العسكري) في كيتورا، وأقيم حفل تأسيس المستوطنة رسميًا في 31 مارس 1971، بحضور وزير الزراعة حاييم غفاتي، والجنرالين دافيد إلعازار وأرئيل شارون. في تلك الفترة، كانت الزراعة في المستوطنة تعتمد أساسًا على زراعة الطماطم والشمام.
بعد حرب أكتوبر 1973، حول الموقع إلى مستوطنة مدنية، وأُنشئ الكيبوتس على يد مجموعة من المهاجرين اليهود من الولايات المتحدة، المنتمين إلى منظمة الحارس الشاب (هشومير هتسعير ). في مايو 1974، استقرت في كيتورا ست عائلات، وتمحورت الأنشطة الاقتصادية حول إنتاج الألبان من قطيع يضم 150 رأسًا، وتربية الدواجن، بالإضافة إلى زراعة المحاصيل الشتوية. لاحقًا، انضم مهاجرون آخرون وسكان محليون إلى الكيبوتس.
في نوفمبر 1977، حصل أعضاء الكيبوتس على جائزة هرتسل من بلدية هرتسليا تقديرًا لمساهمتهم في الاستيطان. في عام 1987، مُنح الكيبوتس جائزة رئيس الكنيست لجودة الحياة.
يضم كيبوتس كيتورا حاليا حوالي 165 عضوًا، بالإضافة إلى عدة عائلات شابة مرشحة للحصول على العضوية. ويعيش في الكيبوتس على مدار العام حوالي 500 شخص، من بينهم الأعضاء وعائلاتهم، وطلاب معهد وادي عربة للدراسات البيئية، ومتطوعون من مختلف أنحاء العالم، وطلاب مركز عربة الدولي لتدريب الزراعة (AICAT) القادمين من دول مختلفة، وأعضاء حركة الشباب "نوعام" المشاركون في برامج متنوعة مثل سنة الفجوة أو سنة الخدمة، بالإضافة إلى الإسرائيليين المشاركين في برنامج "العمل المفضل" بعد الخدمة العسكرية، فضلًا عن الباحثين الذين يأتون للعمل في المعاهد الإقليمية.

## الثقافة الدينية
لا يُعتبر كيتورا كيبوتسًا دينيًا، إلا أنه يلتزم بقوانين الطعام اليهودية (الكشروت) وقواعد السبت في قاعة الطعام، والمناطق العامة، وفي الفعاليات الاجتماعية والثقافية. كما يضم كنيسًا يُدار من قبل المجتمع. يتكوّن سكان الكيبوتس من أعضاء متدينين، ومحافظين (ماسوراتي)، وعلمانيين، مما يجعله حالة فريدة بين الكيبوتسات. وبفضل نهجه التقدمي في التعددية الدينية، حصل كيتورا على "جائزة رئيس الكنيست للتسامح الديني".

## الاقتصاد
يُعرف كيبوتس كيتورا بنشاطه في المجالات البيئية، خاصة من خلال شراكته في مصنع الطحالب المحلي "ألجاتك" ومركز الضيافة والتدريب التعليمي "كيرين كولوت". كما تكتسب صناعة الطاقة الشمسية أهمية متزايدة في المنطقة.
يشمل التعاون الاقتصادي مع الكيبوتسات المجاورة مصنعًا إقليميًا لتعبئة التمور، وخدمات الحوسبة "عردوم"، ومزرعة الأسماك الكبيرة "أرداغ" قرب إيلات. يعمل العديد من أعضاء الكيبوتس في وظائف مهنية خارج الكيبوتس، مثل التدريس، والعلاج الطبيعي والوظيفي، والبحث العلمي، والعمل الاجتماعي، وغيرها. كما يوفّر الكيبوتس خدمات المحاسبة ومسك الدفاتر، حيث يشغل العديد من الأعضاء هذه الوظائف. بالإضافة إلى ذلك، يعمل عدد من الأعضاء في "معهد وادي عربة لدراسات البيئة".

## صناعة الطاقة الشمسية في كيبوتس كيتورا
يُساهم كيبوتس كيتورا في شركة "أرافا باور كومباني"، المختصة بالطاقة الشمسية. في بداية عام 2011، أثمر التعاون بين الشركة والكيبوتس عن إنشاء "كيتورا سان"، أول حقل شمسي متوسط الحجم في إسرائيل. يغطي الحقل مساحة تُقدّر بـ 80 دونمًا، وينتج طاقة خضراء بقدرة 4.95 ميغاواط. يتكوّن الحقل من 18,500 لوح ضوئي كهروضوئي من إنتاج شركة "سان تيك" ، ويولّد نحو تسعة ملايين كيلوواط/ساعة من الكهرباء سنويًا، مما يساهم في تقليل انبعاثات ثاني أكسيد الكربون بنحو 125,000 طن خلال العشرين عامًا القادمة. يتصل الحقل بشركة الكهرباء الاسرائيلية ويُزوّد الكيبوتسات المجاورة بالطاقة.
في عام 2015، أنشئ مشروع شمسي اخر يُعرف باسم كيتورا سولار، بالشراكة مع أرافا باور كومباني وشركة EDF Énergies Nouvelles. يمتد المشروع على مساحة 600 دونم، بقدرة إنتاجية تصل إلى 40 ميغاواط. بلغت تكلفة المشروع 312 مليون شيكل، تم تمويل 250 مليون شيكل منها عبر بنك هبوعليم.

## إنتاج الطحالب ومعالجتها
تُعد طحالب Haematococcus pluvialis، المعروفة بالطحالب الدقيقة لمياه الأمطار الحمراء، كائنات وحيدة الخلية تنتمي إلى أقدم مجموعات الكائنات الحية. على مدار تطورها الطويل، تكيفت هذه الطحالب مع الظروف البيئية القاسية وطورت آليات بقاء ضد البكتيريا والفطريات. منذ عام 1998، يتم استزراع هذه الطحالب ومعالجتها في كيبوتس كيتورا من خلال شركة ألجاتك .، لاستخراج الأستازانثين، وهو أحد أقوى مضادات الأكسدة الطبيعية المعروفة، والذي يُعتقد أن له فوائد صحية على الجهاز المناعي والقلب والأوعية الدموية والجهاز العصبي، بالإضافة إلى تأثيره الإيجابي على المفاصل والعضلات. يُعرف المنتج الرئيسي لشركة ألجاتك باسم AstaPure، وهو مستخلص طبيعي من الأستازانثين، ويُباع بشكل أساسي في الولايات المتحدة واليابان وأوروبا، ويصل إلى أكثر من 30 دولة. يُستخدم هذا المستخلص كمكوّن طبيعي في صناعة مستحضرات التجميل وكإضافات غذائية ومكملات صحية. أثبتت الأبحاث أن الأستازانثين يساهم في تحسين صحة العديد من أعضاء الجسم ووظائفه، مثل: تعزيز البصر، تحسين صحة الجلد، دعم الأداء البدني أثناء النشاط الرياضي، تعزيز القدرات الإدراكية، وتقليل الالتهابات.
تُعتبر ألجاتك، التي يُعد كيبوتس كيتورا شريكًا فيها، من الشركات الرائدة عالميًا في مجال زراعة الطحالب الدقيقة، وتُعرف بكونها واحدة من أكثر الشركات ابتكارًا في هذا المجال.

## النشاط البيئي
كيبوتس كيتورا جزء من حركة الكيبوتس الأخضر، حيث يروج للوعي البيئي، ويشجع على إعادة التدوير وافتتح متجرًا للمنتجات المستعملة، بالإضافة إلى زراعة حديقة مجتمعية وإدارة مزرعة متطورة لإنتاج الطحالب. كما أسس أعضاء الكيبوتس معهد وادي عربة للدراسات البيئية، الذي يركز على تعزيز التعاون البيئي الإقليمي بين الإسرائيليين والفلسطينيين وسكان الدول العربية المجاورة، مع الاهتمام بنظم البيئة الصحراوية.